# Wahlkreis Lichtenberg 2
Der Wahlkreis Lichtenberg 2 ist ein Abgeordnetenhauswahlkreis in Berlin. Er gehört zum Wahlkreisverband Lichtenberg und umfasst die Gebiete Malchow, Neu-Hohenschönhausen westlich der Zingster Straße, Alt-Hohenschönhausen bis Sportforum, Konrad-Wolf-Straße, Sandinostraße, Landsberger Allee.

## Abgeordnetenhauswahl 2023
Bei der Wahl zum Abgeordnetenhaus von Berlin 2023 traten folgende Kandidaten an:
| Name                              | Partei           | Anteil der Erststimmen | Anteil der Zweitstimmen |
| --------------------------------- | ---------------- | ---------------------- | ----------------------- |
| Martin Pätzold                    | CDU              | 39,5 %                 | 34,6 %                  |
| Robert Schneider                  | Die Linke        | 16,9 %                 | 15,9 %                  |
| Gisela Starke-Kleese              | AfD              | 14,8 %                 | 15,3 %                  |
| Dirk Liebe                        | SPD              | 14,5 %                 | 14,9 %                  |
| Andrea Nakoinz                    | Grüne            | 06,5 %                 | 06,9 %                  |
| Elke Weihusen                     | Tierschutzpartei | 03,8 %                 | 03,0 %                  |
| Rico Apitz                        | FDP              | 02,3 %                 | 02,9 %                  |
| Ralf Wurzel                       | Freie Wähler     | 01,1 %                 | 00,4 %                  |
| Gabriele Groll                    | dieBasis         | 00,7 %                 | 00,5 %                  |
| –                                 | Die PARTEI       | –                      | 01,2 %                  |
| –                                 | Sonstige         | –                      | 04,4 %                  |
| Wahlberechtigte: 32.709 Einwohner |                  |                        |                         |
| Wahlbeteiligung: 60,7 %           |                  |                        |                         |

## Abgeordnetenhauswahl 2021
Bei der Wahl zum Abgeordnetenhaus von Berlin 2021 traten folgende Kandidaten an:
| Name                              | Partei           | Anteil der Erststimmen | Anteil der Zweitstimmen |
| --------------------------------- | ---------------- | ---------------------- | ----------------------- |
| Martin Pätzold                    | CDU              | 21,3 %                 | 18,8 %                  |
| Robert Schneider                  | Die Linke        | 21,0 %                 | 19,4 %                  |
| Dirk Liebe                        | SPD              | 20,4 %                 | 21,0 %                  |
| Gisela Starke-Kleese              | AfD              | 13,8 %                 | 13,7 %                  |
| Andrea Nakoinz                    | Grüne            | 08,6 %                 | 08,0 %                  |
| Rico Apitz                        | FDP              | 06,0 %                 | 06,3 %                  |
| Elke Weihusen                     | Tierschutzpartei | 04,6 %                 | 02,7 %                  |
| Ralf Wurzel                       | Freie Wähler     | 02,7 %                 | 01,3 %                  |
| Gabriele Groll                    | dieBasis         | 01,6 %                 | 01,2 %                  |
| –                                 | Die PARTEI       | –                      | 01,7 %                  |
| –                                 | Die Grauen       | –                      | 01,2 %                  |
| –                                 | Sonstige         | –                      | 04,7 %                  |
| Wahlberechtigte: 33.179 Einwohner |                  |                        |                         |
| Wahlbeteiligung: 72,8 %           |                  |                        |                         |

## Abgeordnetenhauswahl 2016
Bei der Wahl zum Abgeordnetenhaus von Berlin 2016 traten folgende Kandidaten an:
| Name                              | Partei           | Anteil der Erststimmen | Anteil der Zweitstimmen |
| --------------------------------- | ---------------- | ---------------------- | ----------------------- |
| Wolfgang Albers                   | Die Linke        | 29,1 %                 | 27,0 %                  |
| Gisela Starke-Kleese              | AfD              | 22,2 %                 | 21,7 %                  |
| Dirk Liebe                        | SPD              | 20,2 %                 | 18,4 %                  |
| Gregor Hoffmann                   | CDU              | 15,1 %                 | 14,3 %                  |
| Torben Wöckner                    | Grüne            | 04,9 %                 | 04,9 %                  |
| Rico Apitz                        | FDP              | 03,4 %                 | 03,1 %                  |
| Olaf Lengner                      | Piraten          | 02,1 %                 | 01,3 %                  |
| Torsten Meyer                     | ProD             | 02,0 %                 | 01,5 %                  |
| Ruggiero Gleisinger               | NPD              | 01,1 %                 | 01,1 %                  |
| –                                 | Tierschutzpartei | 0–                     | 02,1 %                  |
| –                                 | Graue Panther    | 0–                     | 01,3 %                  |
| –                                 | Die PARTEI       | 0–                     | 01,2 %                  |
| –                                 | Sonstige         | 0–                     | 02,1 %                  |
| Wahlberechtigte: 32.599 Einwohner |                  |                        |                         |
| Wahlbeteiligung: 63,3 %           |                  |                        |                         |

## Abgeordnetenhauswahl 2011
Bei der Wahl zum Abgeordnetenhaus von Berlin 2011 traten folgende Kandidaten an:
| Name                              | Partei           | Anteil der Erststimmen | Anteil der Zweitstimmen |
| --------------------------------- | ---------------- | ---------------------- | ----------------------- |
| Wolfgang Albers                   | Die Linke        | 34,0 %                 | 31,4 %                  |
| Dirk Liebe                        | SPD              | 30,8 %                 | 30,3 %                  |
| Martin Pätzold                    | CDU              | 15,4 %                 | 14,4 %                  |
| Steffen Bornfleth                 | Piraten          | 09,0 %                 | 07,9 %                  |
| Camilla Schuler                   | Grüne            | 05,7 %                 | 05,8 %                  |
| Moritz Elischer                   | pro Deutschland  | 04,2 %                 | 02,1 %                  |
| ?                                 | FDP              | 00,9 %                 | 00,9 %                  |
| –                                 | NPD              | –                      | 03,1 %                  |
| –                                 | Tierschutzpartei | –                      | 01,6 %                  |
| –                                 | Sonstige         | –                      | 02,5 %                  |
| Wahlberechtigte: 33.286 Einwohner |                  |                        |                         |
| Wahlbeteiligung: 54,3 %           |                  |                        |                         |

## Abgeordnetenhauswahl 2006
Bei der Wahl zum Abgeordnetenhaus von Berlin 2006 traten folgende Kandidaten an:
| Name                              | Partei    | Anteil der Erststimmen |
| --------------------------------- | --------- | ---------------------- |
| Peter-Rudolf Zotl                 | Die Linke | 41,4 %                 |
| Rainer Wiebusch                   | SPD       | 28,1 %                 |
| Gregor Hoffmann                   | CDU       | 13,3 %                 |
| Ralf Apel                         | WASG      | 06,5 %                 |
| Rico Apitz                        | FDP       | 05,9 %                 |
| Michael Heinisch                  | Grüne     | 04,9 %                 |
| Wahlberechtigte: 33.459 Einwohner |           |                        |
| Wahlbeteiligung: 51,4 Prozent     |           |                        |

## Abgeordnetenhauswahl 2001
Der Wahlkreisverband Lichtenberg umfasste zur Abgeordnetenhauswahl am 21. Oktober 2001 sieben Wahlkreise. Ein direkter Vergleich ist daher nicht möglich.

## Abgeordnetenhauswahl 1999
Die Bezirke Lichtenberg und Hohenschönhausen hatten vor ihrer Fusion im Jahr 2001 bei der Abgeordnetenhauswahl am 10. Oktober 1999 insgesamt sieben Wahlkreise. Ein direkter Vergleich ist daher nicht möglich.

## Abgeordnetenhauswahl 1995
Die Bezirke Lichtenberg und Hohenschönhausen hatten vor ihrer Fusion im Jahr 2001 bei der Abgeordnetenhauswahl am 22. Oktober 1995 insgesamt sieben Wahlkreise. Ein direkter Vergleich ist daher nicht möglich.

## Bisherige Abgeordnete
Direkt gewählte Abgeordnete des Wahlkreises Lichtenberg 2:
| Jahr | Name              | Partei    | Anteil der Erststimmen |
| ---- | ----------------- | --------- | ---------------------- |
| 2023 | Martin Pätzold    | CDU       | 39,5 %                 |
| 2021 | Martin Pätzold    | CDU       | 21,3 %                 |
| 2016 | Wolfgang Albers   | Die Linke | 29,1 %                 |
| 2011 | Wolfgang Albers   | Die Linke | 34,0 %                 |
| 2006 | Peter-Rudolf Zotl | Die Linke | 41,4 %                 |